# Сењица
Сењица (слч. Senica, мађ. Szenice) град је у Словачкој, који се налази у оквиру Трнавског краја.

## Географија
Сењица је смештено у западном делу државе, близу границе са Чешком. Главни град државе, Братислава, налази се 90 км јужно од града.
Рељеф: Сењица се развила у најзападнијем делу словачког дела Карпата. Град је у котлини реке Мијаве, која се простире између планина Бели Карпати на северу и Мали Карпати на југу. Сеница се налази на нешто изнад 208 m надморске висине.
Клима: Клима у Сењици је умерено континентална.
Воде: Сењица се налази на реци Мијави, која дели град на јужни и северни део.

## Историја
Људска насеља на овом простору датирају још из праисторије. Насеље под данашњим именом први пут се спомиње 1256. као место насељено Словацима. Године 1396. насеље је добило градска права. Током следећих векова град је био у саставу Угарске као обласно трговиште.
Крајем 1918. Сењица је постала део новоосноване Чехословачке. У време комунизма град је нагло индустријализован, па је дошло до наглог повећања становништва. После осамостаљења Словачке град је постао њено значајно средиште, али је дошло до привредних тешкоћа у време транзиције.

## Становништво
| Година:    | 1994.  | 2004.   | 2014.   | 2024.   |
| ---------- | ------ | ------- | ------- | ------- |
| Број људи: | 21 038 | 21 028  | 20 352  | 19 137  |
| Разлика:   |        | -0,04 % | -3,21 % | -5,96 % |

| Година:    | 2023.  | 2024.   |
| ---------- | ------ | ------- |
| Број људи: | 19 280 | 19 137  |
| Разлика:   |        | -0,74 % |

Данас Сењица има око 20.000 становника и последњих година број становника полако расте.
Етнички састав: По попису из 2001. састав је следећи:
- Словаци - 96,4%%,
- Чеси - 1,6%%,
- Роми - 0,8%%,
- остали.

Верски састав: По попису из 2001. састав је следећи:
- римокатолици - 47,3%,
- атеисти - 31,2%%,
- лутерани - 17,0%,
- остали.

## Партнерски градови
- Бач
- Herzogenbuchsee
- Трутнов

## Галерија
- Здање општинске управе
- Римокатоличка црква
- Црква у предграђу
- Капела св. Ане